# Сальвадор Сальгуеро
Сальвадор Сальгуеро (ісп. Salvador Salguero, нар. 10 серпня 1951) — перуанський футболіст, що грав на позиції захисника.
Виступав, зокрема, за клуб «Альянса Ліма», а також національну збірну Перу.

## Клубна кар'єра
У дорослому футболі дебютував у невеликих командах «Мельгар» та «П'єрола», а 1975 року став гравцем клубу «Альянса Ліма». Відіграв за команду з Ліми наступні дев'ять сезонів своєї ігрової кар'єри і тричі, в 1975, 1977 і 1978 роках, ставав чемпіоном Перу.
Протягом 1984 року захищав кольори клубу «Дьяблос Рохос», а завершив ігрову кар'єру у команді «Хувентуд Ла Хоя», за яку виступав протягом 1985 року.

## Виступи за збірну
12 жовтня 1976 року дебютував в офіційних іграх у складі національної збірної Перу в товариському матчі проти Уругваю (0:0).
У складі збірної був учасником чемпіонату світу 1982 року в Іспанії, де зіграв у всіх трьох матчах — з Камеруном (0:0), з Італією (1:1) та з Польщею (1:5), але команда не подолала груповий етап.
Загалом протягом кар'єри у національній команді, яка тривала 7 років, провів у її формі 13 матчів.

## Титули і досягнення
- Чемпіон Перу (3):

«Альянса Ліма»: 1975, 1977, 1978